# Pető István László
Pető István László (Komárom, 1956. március 16. –) dandártábornok, a kecskeméti MH vitéz Szentgyörgyi Dezső 101. Repülődandár volt parancsnoka.

## Pályafutásának kezdete
1974-ben a Budai Nagy Antal Gimnáziumban érettségizett Budapesten. 1978-ban kiváló eredménnyel végezte el a Kilián György Repülő Műszaki Főiskolát, majd repülőgép-vezetői szakon tanul a Szovjetunióban. Tisztté avatását követően az 59. honi vadászrepülő ezrednél (Kecskemét) kezdte pályafutását, ahol MiG–21-esen repült.

## Parancsnoki beosztásokban
1980-tól a 47. harci vadászrepülő ezred (Pápa) állományában teljesít különböző repülő parancsnoki beosztásokban szolgálatot. 1983-ban kapja meg az I. osztályú repülőgép-vezető minősítést.
1984. április 12-én Vaszarnál lezuhant a 44-es MiG–21bisz (75AP), akkor főhadnagyként sikeresen katapultált, amiért megkapja a „Kiváló Szolgálatért Érdemérem” kitüntetést.
1986 és 1989 között kiváló eredménnyel elvégzi a Zrínyi Miklós Katonai Akadémia repülő parancsok szakát.
1990–1992 között századparancsnok, majd 1992-től lesz alezredes és ezredparancsok-helyettes.
1992-ben az év legjobb vadászrepülőgép-vezetője és megkapja a Zolcsák Alapítvány „Hungária-vándordíját”. 1993-tól „Aranykoszorús I. osztályú hajózó” cím birtokosa.
1997. január 13-ától megbízott ezredparancsnok, 1998. január 1-jétől ezredessé léptetik elő.
Ekkor a MiG–21 mellett, már az L–39-es gépet is repüli. A MH 47. Bázisrepülőtérnél állomásozó harcászati repülőezred első számú vezetője volt a megszűnésig. 2004-től 2009-ig volt a kecskeméti bázis parancsnoka, tulajdonképpen a magyar légierő első számú, csapatoknál szolgáló tábornoka.

## Felsőbb vezetésben
1999–2000-ben elvégezte az USA Légierő Vezérkari Akadémiát, ezt követően a HVK Hadműveleti Csoportfőnökség csoportfőnök-helyettesi beosztásban szolgált. 2003-ban kerül a HM HVK Haderőtervezési Csoportfőnökség csoportfőnök-helyettesi (légierő) beosztásba.
2004. június 1-jétől 2009. május 1-jéig az MH vitéz Szentgyörgyi Dezső 101. Repülődandár parancsnoka. Repülte a MiG–29, ill. az L-39 típusokat egyaránt.
Angol és orosz nyelvvizsgával rendelkezik.

## Külső hivatkozások
- Hivatalos életrajz
- Nyilatkozat az átszervezésről
- A Gripenekről
- Pető István Lászlóról Archiválva 2013. szeptember 14-i dátummal a Wayback Machine-ben